# Cầu Cẩm Hải
Cầu Cẩm Hải là một cây cầu bắc qua sông Voi Lớn trên tuyến đường cao tốc Hạ Long – Vân Đồn tại tỉnh Quảng Ninh, Việt Nam.

## Vị trí
Cầu nối liền thành phố Cẩm Phả với đảo Cái Bầu thuộc huyện đảo Vân Đồn và là cây cầu thứ hai kết nối hai địa phương này (sau cầu Vân Đồn). Đầu cầu phía tây thuộc xã Cẩm Hải, thành phố Cẩm Phả và đầu cầu phía đông thuộc xã Đoàn Kết, huyện Vân Đồn, cách lối vào sân bay Vân Đồn khoảng 6 km về phía tây nam.

## Thiết kế
Cầu Cẩm Hải là cây cầu vĩnh cửu bằng bê tông cốt thép, có chiều dài 729 m, gồm 15 trụ, 16 nhịp. Chiều rộng cầu là 24,5 m, quy mô bốn làn xe, vận tốc thiết kế 100 km/h.

## Thi công
Tuyến đường cao tốc Hạ Long – Vân Đồn được khởi công vào tháng 9 năm 2015, thông xe kỹ thuật vào ngày 30 tháng 12 năm 2018 và chính thức đưa vào khai thác từ ngày 1 tháng 2 năm 2019.